# Kerkgebouw Gereformeerde Gemeenten in Nederland ('s-Gravendeel)
Het kerkgebouw van de Gereformeerde Gemeenten in Nederland in 's-Gravendeel bevindt zich aan de Rijkestraat 8. Tot 1979 was dit gebouw in handen van de Gereformeerde Kerken in Nederland. Die zijn na 1979 naar de Ontmoetingskerk verhuist. De kerk betreft een gemeentelijk monument en is gebouwd in 1869 voor het bedrag van ƒ4830,54.
De Gereformeerde Gemeente in Nederland van 's-Gravendeel telt 223 leden (2015) en heeft nog nooit een eigen predikant gehad.